# Пучинскас, Юргис Романович
Ю́ргис Рома́нович Пучи́нскас (латыш. Jurģis Pučinskis; род. 1 марта 1973, Даугавпилс, Латвийская ССР, СССР) — латвийский футболист, полузащитник, тренер. Выступал за национальную сборную Латвии, с которой выступал на ЧЕ-2004.

## Карьера

### Клубная
Юргис Пучинскас начинал свой путь в большой футбол с занятий в даугавпилсской детско-юношеской спортшколе, затем выступал за команду «Динабург», в которой и провёл большую часть игровой карьеры. В 2002 перешёл в «Металлург» из города Лиепая. А в следующем сезоне играл за бессменных чемпионов Латвии рижский «Сконто». Однако во втором круге вернулся в родной «Динабург». 25 ноября 2003, после того как в стыковых матчах сборная Латвии обыграла турок. Следующий сезон начал уже во владивостокском клубе «Луч-Энергия», который выступал в Первом дивизионе России, но, сыграв только единственный матч в Кубке России против читинского «Локомотива» (0:1), был выставлен на трансфер. После «Луча-Энергии» вернулся в «Динабург», где был играющим тренером. В 2008 году играл в «Транзите».

### В сборной
В 2001—2004 годах выступал за национальную сборную Латвии. Не проведя ни одной игры в первом круге Первого дивизиона в 2004 году, попал в заявку на чемпионат Европы, однако на поле так и не вышел. Всего за сборную провёл 14 матчей.